# Lijst van begrippen uit de genetica
Dit is een lijst van begrippen uit de genetica.

### Haploïde, diploïde en polyploïde
Organismen hebben in zijn algemeenheid een dubbele set chromosomen (2n chromosomen): één set van elk van beide ouders. Zo'n organisme noemt men diploïd (2n chromosomen). Een voortplantingscel (gameet) heeft slechts één set chromosomen (1n chromosomen) en dat heet haploïd. Er bestaan ook organismen waarvan de cellen meer dan twee sets chromosomen hebben, zoals triploïde (3n), tetraploïde (4n), hexaploïde (6n) en octoploïde (8n) cellen. Dit noemt men polyploïd. Bij de gekweekte suikerbiet zijn er bijvoorbeeld naast diploïde ook triploïde rassen, de gekweekte aardappel is tetraploïd en de gekweekte aardbei octoploïd. Verder kunnen alloploïden en autoploïden onderscheiden worden. Alloploïden ontstaan doordat bij een soortskruising een verdubbeling van het aantal chromosomen plaatsvindt. Autoploïden ontstaan door verdubbeling van het chromosoom aantal van een plant.

### Homozygoot en heterozygoot
Omdat er in diploïde organismen een dubbele set chromosomen aanwezig is, zijn er van elk gen twee exemplaren aanwezig. Voor één gen kunnen een aantal varianten bestaan. De varianten voor hetzelfde gen worden allelen genoemd. Het kan zijn dat beide allelen identiek zijn, dan heet het organisme homozygoot voor dat gen. Als de beide allelen verschillen, heet dat heterozygoot. De plaats waar een gen zich op de chromosomen bevindt heet locus.

### Dominant, recessief en intermediair

#### Intermediair
Als een diploïd organisme heterozygoot is (twee verschillende allelen heeft) voor een eigenschap, dan kunnen beide allelen resulteren in een mengvorm die verschilt van beide ouders (bijvoorbeeld: roze bloemen, als er één allel voor rode bloemen en één allel voor witte bloemen is). Dit heet intermediair of additief.

#### Dominant
Een dominant kenmerk overheerst altijd een recessief kenmerk en het komt altijd fenotypisch tot uiting.
Een voorbeeld zijn de hoekige en ronde erwten waarmee Mendel zijn kruisingsproeven uitvoerde. Het fenotypisch kenmerk rond is dominant. Als een van de twee allelen het dominante kenmerk voor rond is en het andere voor hoekig, dan zal de erwt rond zijn (rond is dominant).
In geval van co-dominantie komen beide allelen fenotypisch tot uiting. Een voorbeeld is de bloedgroep AB. Zowel het dominante allel voor bloedgroep A als het dominante allel voor bloedgroep B komen beide tot uiting. Bloedgroep A en B noemen we codominante kenmerken.

#### Recessief
Een recessief kenmerk komt enkel fenotypisch tot uiting als er geen dominant kenmerk voor die bepaalde eigenschap in de genen aanwezig is.
Hier kunnen we als voorbeeld de autosomaal recessieve, erfelijke aandoening mucoviscidose (ofwel taaislijmziekte) gebruiken. Deze aandoening is recessief en dus moeten beide allelen voor mucoviscidose recessief zijn. Als er één dominant allel is, ben je drager van de ziekte. Als beide allelen dominant zijn, heb je de ziekte niet. De enige manier waarop de ziekte tot uiting kan komen, is het hebben van twee recessieve allelen voor deze ziekte.

#### Polyploïde organismen
Bij polyploïde organismen zijn er meer dan twee allelen van een gen aanwezig. Bij een tetraploïd is dit bijvoorbeeld vier. Een nulliplex heeft vier allelen die voor een bepaald kenmerk recessief zijn, een duplex twee, een triplex één en een quadriplex heeft vier allelen voor het dominante kenmerk.

### Genotype en fenotype
Het genotype is de erfelijke informatie van een organisme, het fenotype is het uiteindelijke resultaat, ontstaan door een samenspel van het genotype en omgevingsinvloeden. Het eerder genoemde voorbeeld van roze bloemen is een fenotype, gebaseerd op het genotype rode bloemen/witte bloemen. Het is denkbaar dat hetzelfde fenotype (roze bloemen) het resultaat is van een ander genotype roze bloemen/roze bloemen.
Omgevingsfactoren als bijvoorbeeld zuurgraad en temperatuur kunnen ook invloed hebben op het fenotype. In de biologie is de volgende formule gebruikelijk: ' Fenotype = genotype + milieu '.
Definitie genotype: Het genotype van een individu is het geheel van erfelijk materiaal dat een individu in zich draagt, maar daarom niet noodzakelijk tot uiting komt.
Definitie fenotype: Het fenotype van een individu is het geheel van uiterlijke kenmerken van dat individu, zowel bepaald door erfelijke aanleg als door de invloed van het milieu.

### Kwalitatieve en kwantitatieve vererving
Bij kwalitatieve vererving is er sprake van één kenmerk met twee of meer duidelijk, discreet onderscheiden expressies. Een voorbeeld hiervan is de kleur van de zaadlobben bij erwten. Bij kwantitatieve vererving dragen (meestal) meerdere genen bij aan de expressie van een eigenschap waarvan de verschillende expressies vloeiend in elkaar over gaan, zoals lichaamslengte of -gewicht of de zaadopbrengst van een plant. Wanneer men de onderliggende genen voor zo'n kenmerk tracht te lokaliseren spreekt men van een QTL (Quantitative Trait Locus) waar het betreffende Quantitative Trait Gene (QTG) ligt.